# Église du Sacré-Cœur du Sart
L'église Sacré-Cœur-de-Jésus dite église du Sacré-Cœur du Sart est une église de Villeneuve-d'Ascq, dans le département français du Nord en région Hauts-de-France.
Élevée en l'honneur du Sacré-Cœur de Jésus, elle est située dans le quartier de Flers, place du Maréchal-Foch.
L'église dépend aujourd'hui du doyenné de Roubaix de l'archidiocèse de Lille et fait partie de la Paroisse Bienheureux-Frédéric-Ozanam qui regroupe l'église Saint-Nicolas de Wasquehal et l'église Saint-Clément de Wasquehal.

## Histoire
Dans la seconde moitié du XIXe siècle, le développement urbain et l'accroissement de la population des hameaux industriels du Breucq et du Sart nécessitent la construction d'une église dans la partie nord de la commune de Flers. Un comité avec à sa tête l’abbé Charles Monteyne va réunir les fonds nécessaires pour son édification. Parmi les donateurs on trouve le Comte Charles Van der Cruisse de Waziers (famille Van der Cruisse de Waziers) et son épouse Adélaïde Le Mesre de Bruisle, propriétaires du Château du Sart, où était hébergée la première chapelle du lieu depuis 1846 et dont descend Philippe Leclerc de Hauteclocque  plus connu comme le général Leclerc.
Céline Ternaux, épouse de Mortimer Ternaux, autorise la construction sur un terrain de 3 012m², lui appartenant et qui provient de ses parents Louis Brame et Constance Delemer. Toujours propriétaire du terrain, elle devient aussi propriétaire de l'église. Il faut attendre le 5 décembre 1902 pour que dans le cadre de la succession, sa fille Marie Ternaux, veuve du baron Armand de Layre, fasse donation du terrain et de l’église à la Fabrique de l’église de Flers.
Pour des raisons financières, on prévoit d'en fractionner la réalisation en deux grandes étapes. La première débute en mai 1875 sous la direction de l'architecte Théophile-Albert Hannotin. L'église est bénite le 6 août 1876, par Mgr Henri Monnier, évêque in partibus de Lydda, auxiliaire de Mgr Régnier, archevêque de Cambrai, en même temps que la cloche Anne-Marie-Louise qui a pour parrain Louis Van der Cruisse de Waziers et pour marraine Madame Abaye. Lors de son ouverture au culte en septembre 1876, l'édifice en brique n'est constitué que du chœur, du transept et de deux travées de la nef.
Rapidement le bâtiment se dégrade et, dans les années 1930, la construction reprend, couplée à une rénovation de l'existant sous la direction de l'architecte René Dupire. Trois travées sont ajoutées à la nef précédée d'un bloc de façade comportant une tour-clocher. Débutés en juillet 1937, les travaux sont inaugurés en mars 1939. La restauration intérieure est achevée fin 1943.

## Le monument

### Extérieurs
L'architecture du bâtiment est d'inspiration romano-byzantine et la façade est de type Art déco et a comme élément essentiel, des briques de parement associée à des pierres blanches. Trois longues fenêtres occupent l'étage au-dessus des trois ouvertures du portail. Entre ces deux niveaux court une frise à décor géométrique terminée par deux sculptures, le Christ en berger et le Christ aux liens, œuvres de Fernand Weerts.

### Intérieur
Pour l'église, Fernand Weerts réalise en 1937, un Bon Pasteur et un christ aux liens, ainsi qu'un bas relief.

### Orgue
Jacqueline Merville organiste de l’église du Sacré-Cœur du Sart à plus de 90 ans.

### Vitraux
Dans l'église se trouve un vitrail datant de 1876  représentant le Sacré-Cœur offert par le comte et la comtesse de Waziers.

### Cloches
Les cloches sont bénites le 6 août 1876, par Mgr Henri Monnier, évêque in partibus de Lydda, auxiliaire de Mgr Régnier, archevêque de Cambrai et ont pour parrain Louis Van der Cruisse de Waziers et pour marraine madame Abaye.

### Trésor de l'église
L'église du Sacré-Cœur-de-Jésus possède une tapisserie réalisée par Françoise et Hubert de Sainte Marie dans un atelier de Quintin (Côtes-d'Armor) vers 1970. Elle était à l'origine dans l'ancienne église du Sacré-Cœur de Marcq-en-Barœul.

## Liste des responsables successifs
- Curé Paul Moreaux (1930-1935)
- Curé Charles Bernard (1919-1924)
- Curé Joseph Delcambre (1935-1956)
- Curé Henri Charleron (1956-1969)
- Curé Robert Reynaert (1969-1995)
- Curé Julien Nuyts (1995-1997)
- Curé Philippe Savaète (1997-2001)
- Curé Thierry Vandemoortele (2001-2005)
- Curé Michel Veys (2005-2011)
- Curé  Lionel Dewavrin (2011-2020)
- Curé  Jean-Luc Morand (2020)
- Vicaire Gaston Costenoble (1929-1933)
- Vicaire Etienne Duquennoy (1933-1936)
- Vicaire Pierre Carrière (1936-1950)
- Vicaire Paul Duquesne (1943-1947)
- Vicaire Gaston Victor (1947-1950)
- Vicaire Albert Spriet (1950-1963)
- Vicaire André Landrieu (1950-1958)
- Vicaire Paul Dewailly (1958-1965)
- Vicaire Gérard Catteau (1963-1968)
- Vicaire Alphonse Descamps (1965-1973)
- Vicaire Guy Dignoire (1968-1973)
- Vicaire Jean Lestienne (1975-1983)
- Chapelain François Coutelle (1851-1866)
- Chapelain Charles Monteyne (1866-1895)
- Chapelain Paul Poissonnier (1895-1922)
- Chapelain Paul Moreaux (1922-1926)
- Chapelain Léon Desmet (1926-1928)
- Chapelain Paul Moreaux (1928-1930)

## Galerie

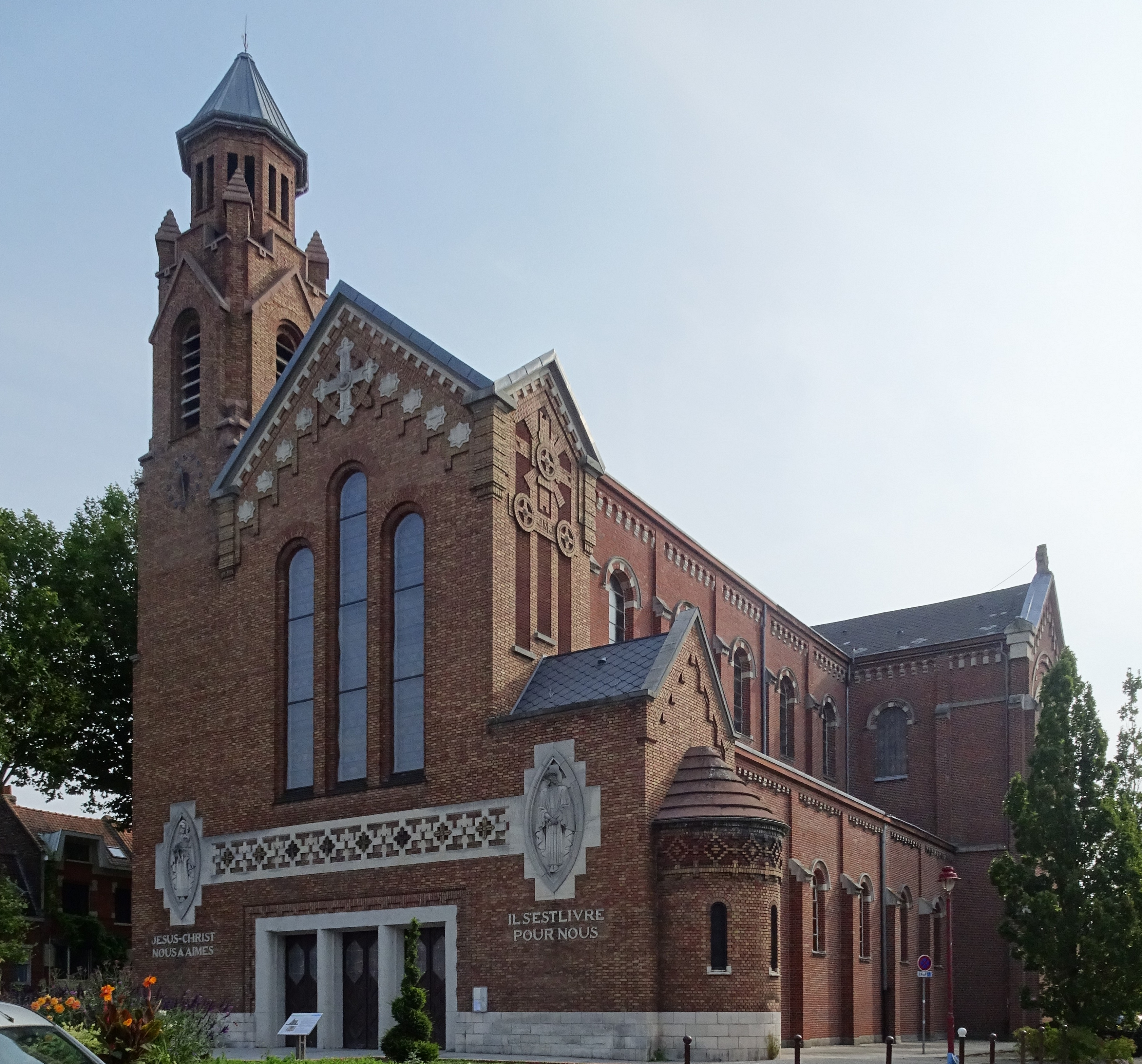
Entrée de l'église du Sacré-Cœur du Sart.
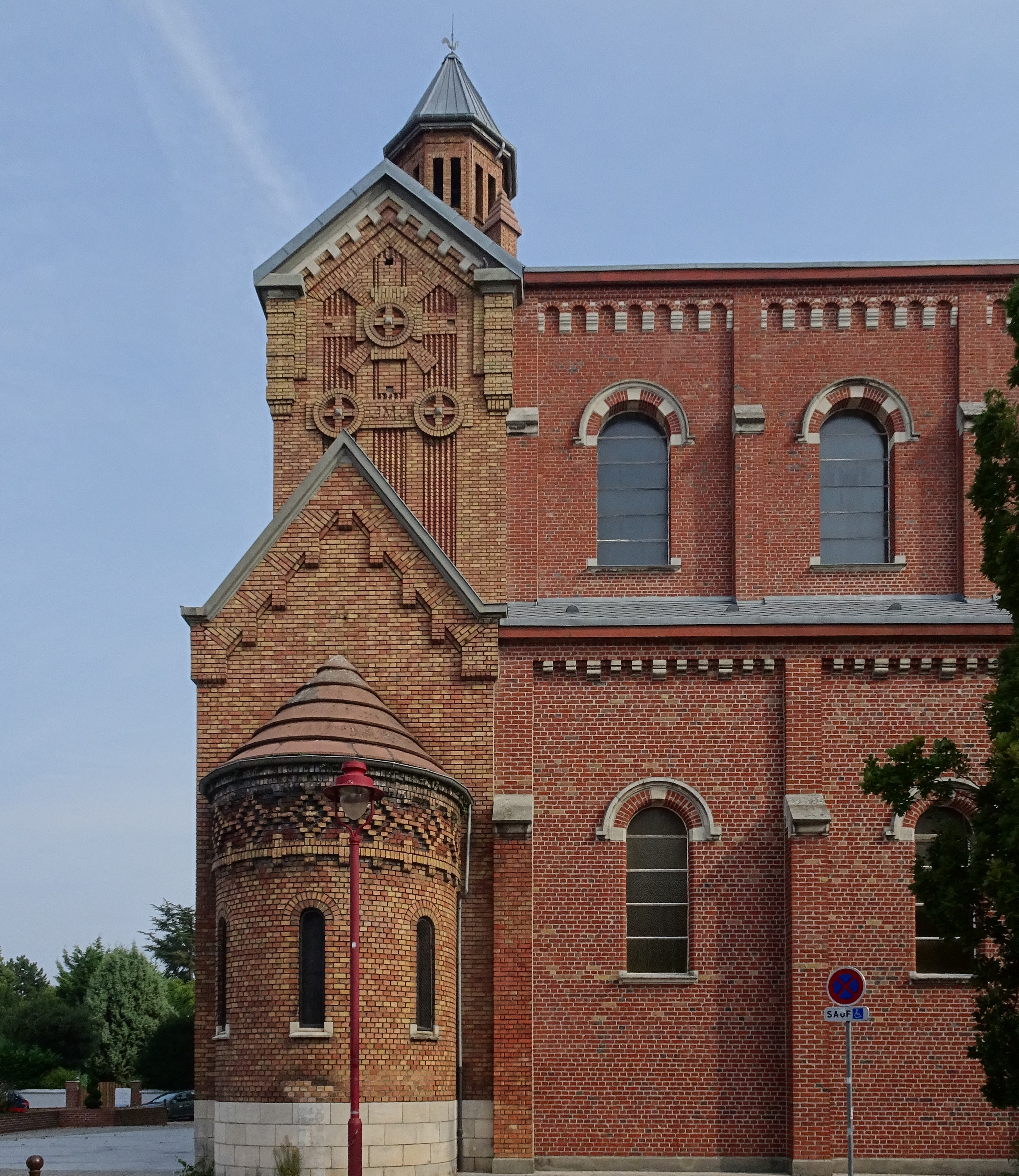
Façade sud de l'église du Sacré-Cœur du Sart.
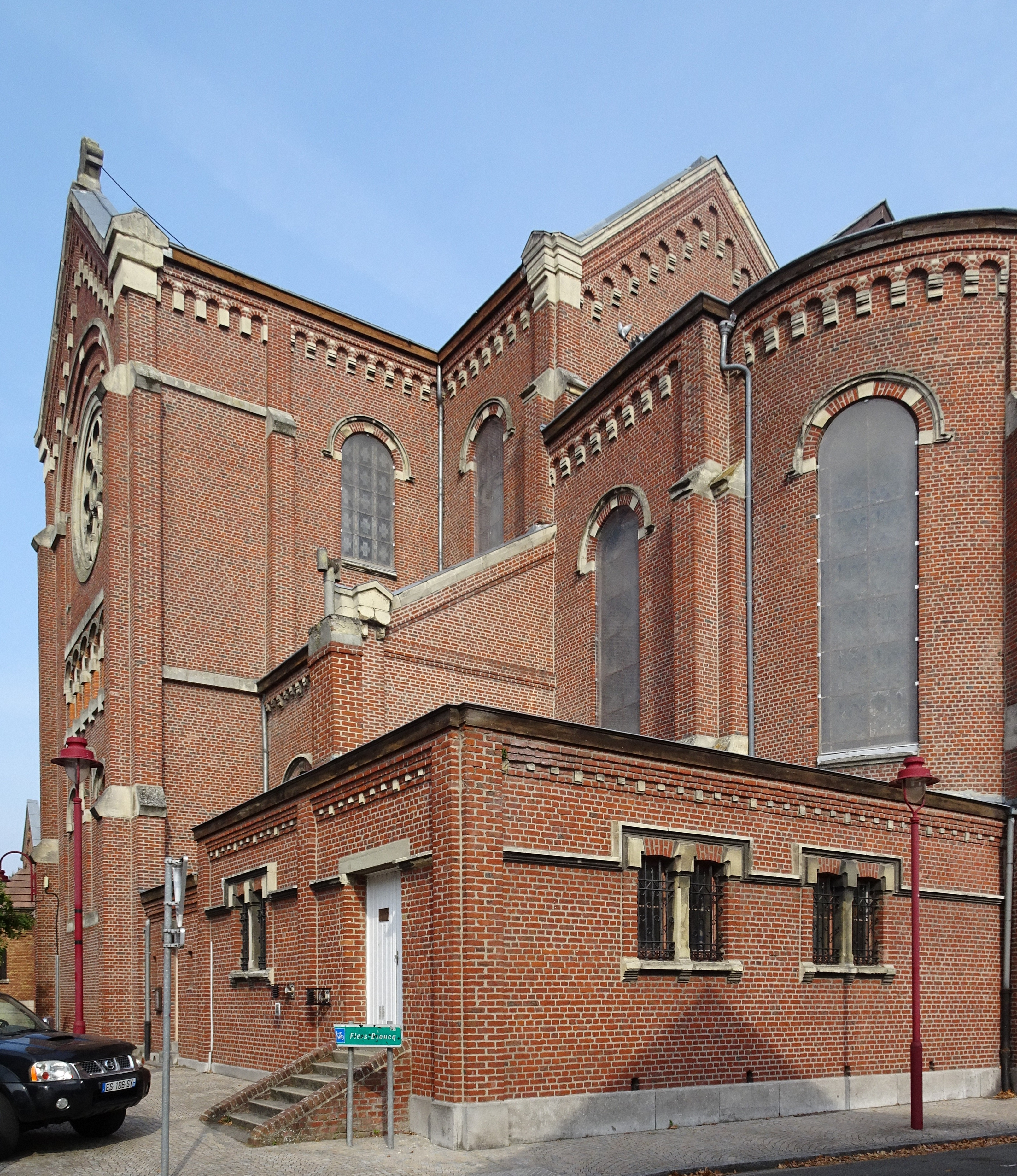
Arrière de l'église du Sacré-Cœur du Sart
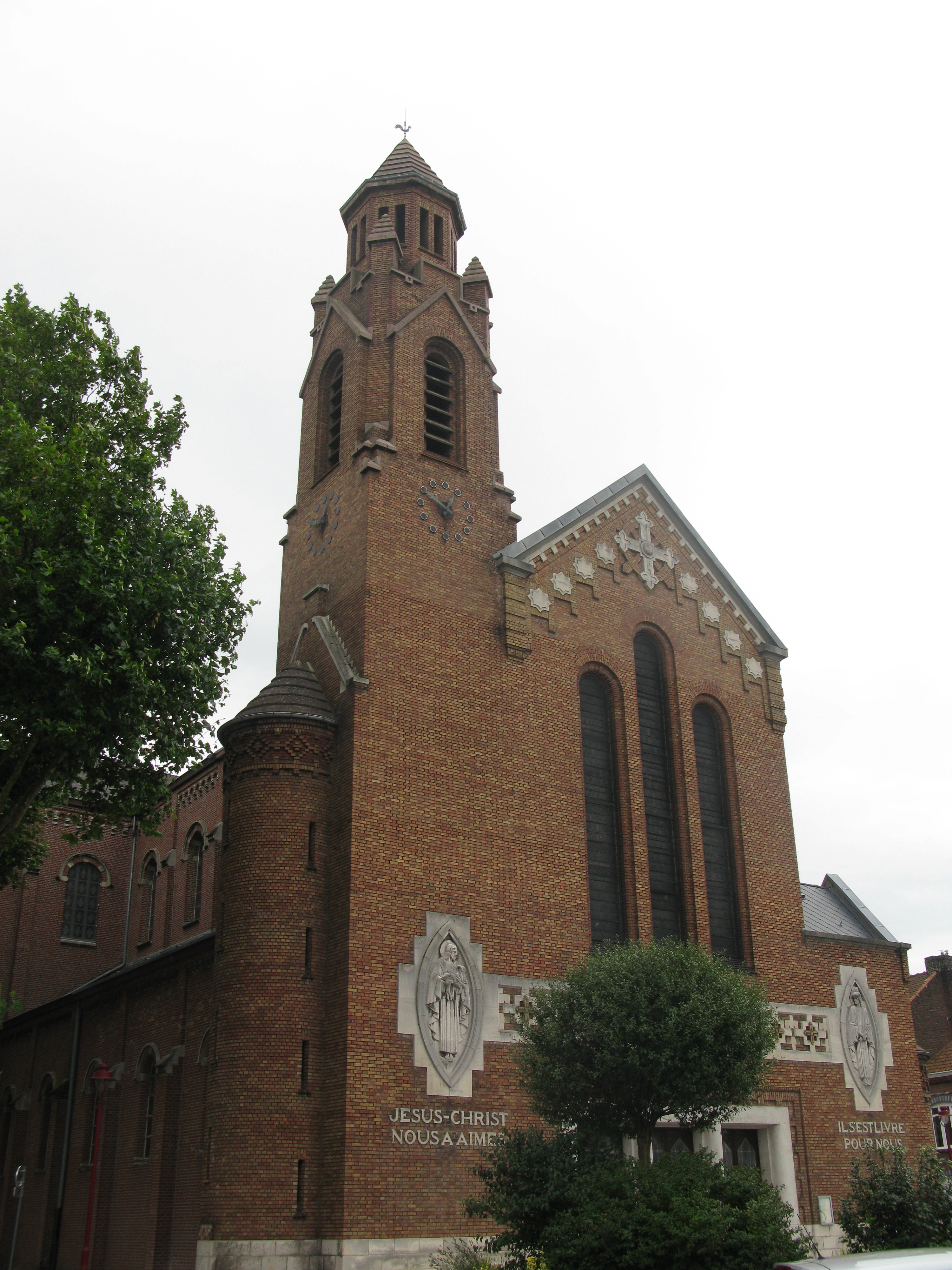
Entrée de l'église du Sacré-Cœur du Sart.
Église du Sacré-Cœur du Sart vue de la rue Jean- Jaurès.

## Accès
Le site est desservi par la ligne R du tramway d'Alfred Mongy dont l'arrêt le plus proche est Le Sart et ainsi que par la ligne de bus 32 dont l’arrêt le plus proche est Le Catel.